# Museu Casa de Cora Coralina
O Museu Casa de Cora Coralina é uma instituição museológica brasileira, localizada na cidade de Goiás, às margens do rio Vermelho, que busca preservar e divulgar a obra da poetisa brasileira Cora Coralina. 

## Descrição
Também conhecida como Casa Velha da Ponte, a construção foi edificada em meados do século XVIII para uso do recolhimento do Quinto Real na região. A casa pertenceu ao desembargador Francisco Lins dos Guimarães Peixoto, pai da poetisa, tendo sido adquirida inicialmente no início do século XIX. A construção apresenta características típicas da arquitetura colonial brasileira, tais como paredes de pau a pique e adobe. O Museu foi criado pela Fundação Cora Coralina e inaugurado em 1989.

## Ligação externa
- Página sobre o Museu